# Autostrada A1A (Algeria)
L'autostrada A1A, chiamata anche 2a Tangenziale Sud (in francese: Deuxième Rocade Sud), è un'autostrada dell'Algeria al servizio della città di Algeri. Mette in comunicazione tutte le pių́ importanti autostrade del paese.

## Tabella percorso
La numerazione degli svincoli ha inizio sulla A2 dall'est e prosegue sulla A1 verso l'ovest.
| A1A 2a Tangenziale Sud |                                                             |      |      |           |                |
| Tipo                   | Indicazione                                                 | ↓km↓ | ↑km↑ | Provincia | TAH            |
|                        | 1a Tangenziale Sud di Algeri Autostrada Algeri - Tizi Ouzou | ..   | ..   | Boumerdès |                |
|                        | Ouled Moussa Est                                            | ..   | ..   | Boumerdès |                |
|                        | Ouled Moussa Sud                                            | ..   | ..   | Boumerdès |                |
| 32                     | A2 verso Costantina Khemis El Khechna                       | ..   | ..   | Boumerdès | Trans Africana |
| 33                     | A2 verso Algeri Diramazione per la Zona Ind. di Rouiba      | ..   | ..   | Boumerdès | Trans Africana |
| 34                     | Hamadi                                                      | ..   | ..   | Boumerdès | Trans Africana |
| 35                     | Meftah - CW118                                              | ..   | ..   | Blida     | Trans Africana |
| --                     | Area di servizio Baraki                                     | ..   | ..   | Blida     | Trans Africana |
| --                     | Baraki                                                      | ..   | ..   | Blida     | Trans Africana |
| 36                     | Les Eucalyptus                                              | ..   | ..   | Algeri    | Trans Africana |
| 37                     | Sidi Moussa                                                 | ..   | ..   | Algeri    | Trans Africana |
| --                     | Strada CW114                                                | ..   | ..   | Algeri    | Trans Africana |
| 38                     | A3 verso Oran Birtouta                                      | ..   | ..   | Algeri    | Trans Africana |
|                        | A3 verso Algeri                                             | ..   | ..   | Algeri    |                |
|                        | Tunnel di Ben Chaoua                                        | ..   | ..   | Algeri    |                |
|                        | Khraicia                                                    | ..   | ..   | Algeri    |                |
|                        | Raccordo di Cheraga                                         | ..   | ..   | Algeri    |                |
|                        | Rahmania                                                    | ..   | ..   | Algeri    |                |
|                        | Souidania                                                   | ..   | ..   | Algeri    |                |
|                        | 1a Tangenziale Sud di Algeri Autostrada Algeri - Tipaza     | ..   | ..   | Algeri    |                |